# Relationer mellan Kina och USA
Relationerna mellan USA och Kina är ett av världens viktigaste bilaterala förhållanden och spänner över en rad intresseområden. Även om de båda länderna har varit i krig flera gånger, senast under Koreakriget, kan USA och Kina idag varken beskrivas som fiender eller allierade. Länderna har som ekonomiska stormakter omfattande ekonomiska relationer med varandra och de har också gemensamma intressen i arbetet mot terrorism och kärnvapen. De gemensamma intressena och handeln länderna emellan stabiliserar relationerna och motverkar spänning. Dock finns också ett flertal faktorer som bidrar till spänning länderna emellan, exempelvis valutafrågan, Taiwanfrågan och mänskliga rättigheter. Kina är dessutom USA:s största långivare, det vill säga att Kina köper upp en stor del av USA:s statsobligationer och andra låneinstrument. Relationen mellan USA och Kina har av politiska toppledare och akademiker beskrivits som världens viktigaste bilaterala relation under 2000-talet.

## Historia
USA bedrev handel med Kina i hamnstaden Guangzhou vid tiden för självständigheten, men de två länderna hade inga officiella diplomatiska relationer. Det var först efter britterna besegrat Qingimperiet i det första opiumkriget som USA 1844 slöt sitt första fördrag med Kina, Fördraget i Wanghia, vilket innebar att USA fick de i de privilegier andra västländer fått i de s.k. Dessa privilegier utvidgades ytterligare i samband med att Fördragen i Tianjin slöts efter det andra opiumkriget och Konventionen i Peking 1860, som gav USA rätt att sända ett permanent diplomatiskt sändebud i Peking. Även om USA hade ett s.k. "ojämlika fördrag" med Kina så försökte landet hålla avstånd mot den europeiska koloniala expansionen i Asien och 1868 slöt den amerikanske diplomaten Anson Burlingame ett avtal som bland annat öppnade USA för kinesisk invandring. På grund av antikinesiska stämningar vägrade dock kongressen ratificera fördraget och 1882 antog kongressen Chinese Exclusion Act som kraftigt begränsade invandringen från Kina, vilket ökade spänningen mellan de båda länderna.
1900 deltog USA i Åttanationsalliansen för att slå ned Boxarupproret och i samband med att Boxarprotokollet undertecknades 1901 fick USA en permanent truppnärvaro i Kina.
Efter det att Qingdynastin föll i Xinhairevolutionen 1911 upprättade USA snabbt diplomatiska förbindelser med de nya Republiken Kinas regering i Peking. USA upprätthöll neutralitet mellan de olika krigsherrar som slogs om makten över Kina på 1910- och 1920-talen, men efter Nordfälttåget 1926-1928 erkände USA Chiang Kai-sheks nationalistiska regering i Nanking.
När det andra kinesisk-japanska kriget utbröt 1937 förhöll sig USA neutralt men efter attacken mot Pearl Harbor blev USA och Kina formella allierade och USA gav militärt och ekonomiskt stöd till Chiang Kai-sheks regering i Chongqing. För att skapa good will med Kina upphävde USA alla "ojämlika fördrag" med Kina och antog Magnuson Act, som lättade på restriktionerna för kinesisk invandring till USA. När Förenta nationerna bildades i oktober 1945 var Kina en av de grundade medlemmarna och fick med amerikanskt stöd en permanent plats i säkerhetsrådet
Efter krigsslutet i september 1945 försökte Patrick Hurley och George C. Marshall medla för USA:s räkning mellan nationalisterna och kommunisterna, men medlingen misslyckades och när det kinesiska inbördeskriget bröt ut 1946 stödde USA Chiang Kai-sheks regering mot kommunisterna. 1949 förlorade nationalistregeringen inbördeskriget och flydde till Taiwan, medan kommunisterna utropade Folkrepubliken Kina i Peking i oktober 1949. USA vägrade att erkänna den nya regimen och stödde i stället Chiang Kai-sheks regering på Taiwan.

## Viktiga frågor

### Valutafrågan
En av de större dispyterna länderna emellan under det senaste decenniet är valutafrågan. I centrum för debatten står frågan om ländernas respektive valutor är rätt värderade eller inte.

## Statsbesök
Första gången som en amerikansk president besökte Kina var 1972, i pingpongdiplomatins spår, då president Nixon gjorde en statsvisit till Kina i syfte att tina upp relationerna länderna emellan.

### Videor
- Relationen mellan USA och Kina via library.georgetown.edu